# Pe Hor
Pe Hor latinizzato in Horus Toro (fl. XXXIII secolo a.C.) è stato un monarca del periodo Predinastico non appartenente alle dinastie di Thinis o di Ieracompoli. Si stima che abbia regnato attorno al 3300 a.C..

## Biografia
L'esistenza di Pe Hor, o Re Toro, è oggetto di controversia, perché si dispongono ben poche prove sulla sua esistenza: fu proposta dall'egittologo Günther Dreyer, il quale decifrò un'iscrizione con il nome di questo sovrano riportata su alcuni frammenti di ceramica, e sulla base di una statua colossale del dio Min, conservati nel Museo di Oxford e in quello del Cairo.
Anche Winters ne decifrò il nome su una giara deposta nella necropoli di Qustul.
La maggior parte dei nomi di questo sovrano si incontrano nella tomba della necropoli di Umm el-Qaab, Abido, del suo successore, Hedj Hor (Re Scorpione I).
La scoperta nel 2003 di una roccia a Gebel Tyauty nel deserto occidentale di Tebas, con iscrizioni riferite a questo faraone, è un'altra evidenza della sua esistenza: esse furono interpretate come la narrazione di una vittoriosa campagna bellica all'epoca di Re Scorpione I, dove il Re Toro era indicato come il vincitore delle precedenti battaglie, così da legittimare la concentrazione del potere nella regione dell'Alto Egitto.